# Witwangmiervogel
De witwangmiervogel (Gymnopithys leucaspis) is een zangvogel uit de familie Thamnophilidae (miervogels).

## Verspreiding en leefgebied
Deze soort komt voor in het westelijke Amazonegebied en telt vier ondersoorten:
- G. l. leucaspis: oostelijk Colombia.
- G. l. castaneus: oostelijk Ecuador en noordoostelijk Peru.
- G. l. peruanus: noordelijk Peru.
- G. l. lateralis: amazonisch noordwestelijk Brazilië.

## Status
De grootte van de populatie is niet gekwantificeerd maar de soort wordt omschreven als vrij algemeen. Op de Rode lijst van de IUCN heeft deze soort de status niet bedreigd.